# Arkis
Arkis – wieś w Syrii, w muhafazie Damaszek. W 2004 roku liczyła 1117 mieszkańców.